# Mori Building Digital Art Museum
El Mori Building Digital Art Museum (森ビルデジタルアートミュージアム：チームラボボーダレス), inaugurat el 21 de juny de 2018, a Tòquio (Japó) i creat pel col·lectiu artístic TeamLab Borderless, és el primer museu d'art digital de caràcter permanent a nivell mundial, en un context en el que el desenvolupament i l'evolució tecnològica avancen a un ritme frenètic i en una localització geogràfica on la tecnologia té un paper fonamental en la construcció de la identitat nacional.

## Context Tecnològic
Aquesta iniciativa, capaç de combinar manifestacions artístiques amb diferents tipologies tecnològiques, demostra que els diferents avantatges aportats per l'aplicació d’aquestes últimes en la indústria cultural són innegables i posa de manifest que l'era digital no representa un futur possible, sinó una realitat present, pel que moltes institucions culturals, s’han vist obligades a reinventar-se per poder encaixar en una societat cada vegada més col·laborativa i global.
El Mori Building Digital Art Museum, demostra que el trepidant desenvolupament de la tecnologia, ha provocat el replantejament i la transformació de varies instal·lacions museístiques, en tles que l'espai virtual i l’arquitecònic es complementen i està generant noves formes de creació artística, així com una nova conceptualització i revalorització de la pròpia obra artística, fomentant la sensibilització al voltant a la diversitat d’expressions culturals i una major llibertat per part dels artistes per aprofitar els avantatges que brinda la nova era digital per crear nous llenguatges. D’aquesta manera, l'exposició trenca amb els preceptes museístics clàssics, establerts des del segle XVII, que els definien com a institucions conservadores i acadèmiques, per dotar d’un nou sentit i concepció al terme museu.

## Localització
Aquesta instal·lació està situada en el complex de Palette Town, a l’illa artificial d'Odaiba, una extensa superfície en la badia de Tòquio construïda l’any 1853 com a fortalesa defensiva i com a barrera de protecció contra els atacs marítims. Estesa a finals del segle xx, l’illa va deixar aleshores enrere la seva història militar i va adquirir un aspecte més industrial, generant grans àrees d’oci, extenses zones d’habitatges, hotels i comerços i convertint-se en una destacada zona d’oci i en una de les destinacions més populars i recorregudes pel turisme nacional i internacional. En l’actualitat, aquest petit paradís dins la ciutat de Tòquio, ha esdevingut el cim de la cultura futurista nipona, albergant edificis cèlebres com Fuji TV, de l'arquitecte Kenzo Tange o el Museu Nacional de Ciències Emergents i Innovació, anomenat el Miraikan, temple de la tecnologia japonesa.

## Característiques Generals
La innovadora i pionera exposició fa ús de la tecnologia més avançada per projectar animacions en totes les superfícies disponibles: parets, sòls, miralls, objectes i, fins i tot, visitants i compta amb un total de 520 ordinadors i 470 projectors, distribuïts en 10.000 m² i dividits en dues plantes. Des de Panasonic fins a Epson, subministren el sofisticat equipament que requereix aquesta espectacular exposició d'art digital. Els diferents espais que conformen aquesta instal·lació estan realitzats a partir de la tecnologia del video mapping, a través de la qual les diferents obres reaccionen al moviment i al tacte, convidant a l'espectador a integrar-se i a interactuar amb elles, a experimentar i a denifir-la per si mateixos i pels que els envolten. Tal com indiquen des del col·lectiu artístic, les obres no són ni animacions pregravades, ni imatges en bucle, sinó que estan realitzades a temps real a diferència del que es pot observar en altres exposicions d'art digital itinerants. Així doncs, suposa un repte museogràfic, ja que el seu complex funcionament exigeix que els diferents projectors han de dissenyar-se i programar-se per treballar coordinats, mentre que els ordinadors processen els gràfics en l’acte.
Com a resultat d’aquesta tecnologia obtenim obres de dimensió monumental, amb un caràcter futurista i immaterial, és a dir, no són palpables ni perceptibles físicament, sinó que són interactives i modificables, pel que estan exposades a una transformació constant. D’aquesta manera, les anteriors formes de les respectives obres mai podran ser repetides i, en conseqüència, l’obra és infinita.
És important aclarir que, en tot moment, tal interacció està acompanyada de música i de diferents efectes sonors que ajuden a crear aquesta atmosfera fantasiosa i activen un altre sentit: l'oïda.

En el Mori Building Digital Art Museum, les obres no estan delimitades, es dissolen les vores i marcs que les separen i aquestes s’expandeixen per tota la instal·lació, comunicant-se les unes amb les altres, confluint i barrejant-se entre sí.
“TeamLab pretén explorar una nova relació entre els éssers humans i la naturalesa, i entre un mateix i el món a través de l’art. La tecnologia digital ha permès a l’art alliberar-se d’allò físic i transcendir fronteres. TeamLab no veu límits entre els éssers humans i la natura, i entre un mateix i el món: un està en l’altre i l’altre en un. Tot existeix en una continuïtat de vida llarga, fràgil però a la vegada miraculosa, sense fronteres”.
Es presenten els artistes, a mode de manifest. Conseqüentment, el museu no disposa de mapes ni direccions, sinó només de les cartel·les a l'entrada de cada obra que indiquen el seu nom, convidant l'espectador a guiar-se pels seus estímuls i instint i esdevenint una experiència única, completamente immersiva i multisensorial, en la que el visitant pot deixar fluir la seva creativitat i imaginació. Però l'exposició no es limita a crear grans espectacles visuals, sinó que estableix un paral·lelisme entre la interacció cooperativa dels visitants en l'espai interior i la seva vida exterior, de manera que pretén concienciar-los del seu entorn i de la presència dels altres, i de com és possible canviar el món a través de les accions col·lectives.

## Distribució
El museu conté aproximadament un total de cinquanta obres en el seu interior, totes a gran escala, distribuïdes en cinc àrees diferents.

### Borderless World[9]
Aquesta primera àrea ocupa tot el primer pis i està dividida lliurement en diversos subespais i plans oberts, on es poden admirar els diferents muntatges. Destaquen nombroses obres com, per exemple: Forest of Flowers and People, on les flors animades floreixen al voltant de qualsevol persona que es quedi estàtica o desprenen els seus pètals en ser trepitjades; Crystal World, una sala plena de fils de llums LED que pengen del sostre sobre sòls i parets formats per miralls; y Water Particles on a Rock where People Gather, un lloc on els visitants poden reunir-se al voltant d’una roca en el fons d’una cascada, convertint-se en roques més petites que canvien el flux de l’aigua que cau des de l'espai superior.

### Athletics Forest[11]
TeamLab Athletic Forest, situat en la planta superior, exposa un univers en tres dimensions, que tracta d’entrenar la capacitat de reconeixement espacial en fomentar el creixement de l'hipocamp del cervell i convida als visitants a utilitzar els seus cossos per participar en l’obra d’art. Peces com Boing Boing Universe requereixen un cert esforç físic, ja que els visitants han de distorsionar l'espai saltant o lliscant per crear nebuloses i estrelles. D’altra banda, a Weightless Forest of Resonating Life, els globus físics es converteixen en objectes de llum, canviant de color amb el contacte humà.

### Future Park[11]
Aquest espai, situat a la planta superior, neix com un projecte educatiu basat en el concepte de “creativitat col·laborativa” i “co-creació”, per fomentar la creació creativa cooperativa, amb la finalitat de convertir els actes creatius individuals en activitats co-creatives en les que les persones treballin juntes lliurement. A Future Park, els visitants podran idear i plasmar la seva pròpia criatura que, més tard, cobrarà vida o lliscar per tobogans replets de fruites virtuals.

### Forest of the Resonating Lamps[7]
Forest Resonating Lamps és un dels recintes més fotografiats i compartits en els xarxes socials del museu i dels únics delimitats per quatre parets formades per diferents miralls. En aquest, centenars de llums circulars brillen suspeses des del sostre, canviant de color a mesura que els visitants avancen per l'espai i simulen, de manera digital, l’impressionant efecte de la cerimònia de l’arribada dels cirerers en flor, un esdeveniment que forma part de la cultura nacional japonesa.

### En Tea House[12]
En la casa de té En Tea House, situada en la planta superior, el visitant pot prendre un te en el que van brollant diferents flors amb cada glop i, un cop acabada la substància, l’obra d’art desapareix amb aquesta. Tal com puntualitza el lloc web oficial: 
“El te en la tassa esdevé un món infinit en el que les flors continuen florint” i anima a beure en un món d’expansió infinita.

## Exposicions
El museu d'art digital ofereix a les seves instal·lacions unes 60 obres d'art digital, creades a partir de 520 ordinadors i 470 projectors d'alta lluminositat i rendiment de fabricants japonesos de la talla d'Epson i Panasonic. D'aquesta manera, el museu desitja posar a disposició dels visitants un món sense fronteres (d'aquí el nom borderless) en espais tridimensionals, en els quals les obres es despleguen i desplacen per les diverses habitacions i passadissos lliurement, de manera que l'art acaba integrat en tots els racons, fins i tot sobre els visitants de les mateixes obres.
Com ja ha estat dit anteriorment el museu presenta cinc exposicions diferents:
1. "Món sense límits": Aquesta exposició presenta moltes obres diferents. Les més destacades són Forest of Flowers and People: Lost, Immersed and Reborn una sala plena de projeccions de flors on la imatge combina tecnologia interactiva i tecnologia de reconeixement dinàmic. Segons la participació de l'espectador, les flors de la imatge experimentaran creixement a través de la tecnologia informàtica. És així com la peça es connecta per capturar moviments de persones i produir diversos efectes especials per aconseguir l'efecte de la projecció interactiva.[15] L'altra obra és Wander Through the Crystal World, una sala plena de llums LED que pengen del cel sobre sòls i parets plenes de miralls, creant la sensació òptica que són penjolls de cristalls o cristalls que es precipiten per tota la sala. I, finalment, una de les obres més populars del museu: Universe of Water Particles on a Rock where People Gather, amb la famosa cascada de llums que cau sobre les roques simulant un salt d'aigua digital.
2. "Bosc dels esports": Situat a la planta superior del museu conté un «espai físic creatiu». Es pot saltar en matalassos que simulen l'univers o el relleu de les muntanyes i valls plenes de tota mena de criatures. Amb aquesta sala des del museu es vol que els usuaris aprenguin i explorin la pròpia psicomotricitat, que aprofundeixin en la concepció del cos i la relació que aquest manté amb els espais.[16]
3. "Parc del futur": Aquesta obra és un projecte educatiu basat en el concepte de "creativitat col·laborativa, cocreació". Literalment, és un espai on les persones poden crear i aportar coses noves a la sala lliurement amb altra gent. La reflexió al voltant d'aquesta obra és la consciència sobre la creativitat humana i el procés de creació del món en conjunt, com a societat.[17]
4. "Bosc de les làmpades": És una sala amb miralls i llums que canvien de colors a mesura que les persones avancen per ella. És una de les sales més populars del museu i tan sols s'admeten unes 20 persones per visita, per la qual cosa sempre hi ha cua. A més, tan sols es disposa d'un minut o dos per a poder explorar-la.[13]
5. "La casa del te": En aquesta casa s'ofereix la possibilitat de prendre un te en el qual apareix la projecció d'una flor que cobra vida amb cada xarrup. És així com en aquesta última creació es combina una experiència artística que va més enllà dels sentits sonor i visual, també implica el gust.

### Públic
Dels 2,3 milions de visitants que va rebre el museu en el primer any d'obertura, aproximadament el 50% provenia de l'estranger, i, en la seva majoria, dels Estats Units, seguit per Austràlia, la Xina, Tailàndia, el Canadà i el Regne Unit. Aquestes dades indiquen que el museu no només atreu els visitants de països veïns, sinó també de regions molt més llunyanes. A més, segons una enquesta duta a terme pel mateix museu, sembla que al voltant del 50% dels visitants estrangers van decidir visitar Tòquio per tal de poder tenir l'oportunitat de conèixer el museu.

## Aplicació
Com s’ha indicat anteriorment, en aquest museu, les obres d’art no tenen explicacions ni informació addicional que les complementi. Per aquest motiu, l'establiment compta amb una aplicació per dispositius mòbils anomenada TeamLab App, disponible en la App Store y en Google Play, que permet als visitants accedir a l'explicació de les diferents obres i ampliar el seu coneixement sobre aquestes. Tanmateix, l’aplicació també ofereix l’opció d’interactuar amb alguna de les obres a través d’aquests dispositius.